# Zehn Cowboys und ein Indianerboy
Zehn Cowboys und ein Indianerboy (Originaltitel: Dieci bianchi uccisi da un piccolo Indiano) ist ein Italowestern aus der Endphase des Genres, der in Deutschland durch das Fernsehen uraufgeführt wurde. Der recht prominent besetzte Film erntete durchschnittliche Kritiken.

## Inhalt
Abel Webster ist ein wohlhabender Grundbesitzer, dessen Sohn Ben kurz vor der Heirat mit Catherine steht. Sein Reichtum gründet sich jedoch auf Blut; denn dort, wo nun seine Siedlung steht, war einst ein Indianerdorf, für dessen beinahe vollständige Ausrottung er verantwortlich zeichnet. Zusammen mit neun Nachbarn und Freunden metzelte er alle Einwohner bis auf einen kleinen Jungen, Condor, nieder. Dieser Überlebende ist mittlerweile zum jungen Krieger herangewachsen und sucht und findet seine Rache an allen am Massaker Verantwortlichen. Zu allem Unglück erwartet Catherine auch noch ein Kind, dessen Vater der Cowboy Ringo ist. Im schweren Unwetter findet das Finale statt: Die Familientragödie wird ergänzt durch die Vollendung der Rache, zu deren Unterstützung Condor etliche Indianer zu Hilfe eilen.

## Kritik
„Ein enorm schicksalsschwerer Western mit viel Seelenqualm, der wohl zu den Extrembeispielen der Psychowestern-Tradition gerechnet werden kann.“

## Sonstiges
Zum Soundtrack von Piero Umiliani schreibt Kristopher Spencer: „Die robuste Orchestrierung und die Anwesenheit von Jazzeinflüssen lassen diesen Score weniger erkennbar als typischen Umiliani, aber nicht weniger aufregend sein.“
Oftmals wird Julie Newmar als Schauspielerin geführt; sie ist im Film jedoch nicht zu sehen.